# Dusk Till Dawn
„Dusk Till Dawn“ е песен на английския певец Зейн Малик и Сиа Фърлър. Издадена е на 7 септември 2017 г. Тогава се появява и музикалния видеоклип в Ютюб. Песента достигна до 5 място във Великобритания и достигна топ 10 в около 20 държави, като Австралия, Франция, Канада и Германия.

## Композиция
Песента е поп балада.

## Музикален видеоклип
Музикалният видеоклип е публикуван на същия ден от издаването си (7 септември 2017). Той получава над 9,77 милиона гледания.
|  | Тази страница частично или изцяло представлява превод на страницата Dusk_Till_Dawn_(Zayn_song) в Уикипедия на английски. Оригиналният текст, както и този превод, са защитени от Лиценза „Криейтив Комънс – Признание – Споделяне на споделеното“, а за съдържание, създадено преди юни 2009 година – от Лиценза за свободна документация на ГНУ. Прегледайте историята на редакциите на оригиналната страница, както и на преводната страница, за да видите списъка на съавторите. ВАЖНО: Този шаблон се отнася единствено до авторските права върху съдържанието на статията. Добавянето му не отменя изискването да се посочват конкретни източници на твърденията, които да бъдат благонадеждни. |